# Ajmonia lehtineni
Espèce
Ajmonia lehtineni est une espèce d'araignées aranéomorphes de la famille des Dictynidae.

## Distribution
Cette espèce est endémique de Mongolie.

## Étymologie
Cette espèce est nommée en l'honneur de Pekka T. Lehtinen.

## Publication originale
- Marusik & Koponen, 1998 : New and little known spiders of the subfamily Dictyninae (Araneae: Dictynidae) from south Siberia. Entomological Problems, vol. 29, p. 79-86.